# Angelina Bizzarro
Angelina Bizzarro (San Paolo, 15 luglio 1939) è un'ex cestista brasiliana.

## Carriera
Con il Brasile ha disputato i Campionati mondiali del 1967 e tre edizioni dei Giochi panamericani.